# Hydriris ornatalis
Hydriris ornatalis is een vlinder uit de familie grasmotten (Crambidae). De wetenschappelijke naam is voor het eerst gepubliceerd in 1832 door Philogène-Auguste-Joseph Duponchel.

## Verspreiding
De soort komt voor in Zuid-Europa, Afrika, het zuiden van de Verenigde Staten, Midden-Amerika, Zuidelijk Azië en Australië.

## waardplanten
De rups leeft op de volgende planten.
- Convolvulus arvensis (Convolvulaceae)
- Ipomoea aquatica (Convolvulaceae)
- Ipomoea batatas (Convolvulaceae)
- Ipomoea calophylla (Convolvulaceae)
- Ipomoea indica (Convolvulaceae)
- Emex spinosa (Polygonaceae)
- Malus pumila (Rosaceae)
- Acacia monticola (Fabaceae)